# Symphonie no 2 de Sibelius
Pour les articles homonymes, voir Symphonie no 2.
La symphonie no 2 en ré majeur, op. 43, de Jean Sibelius a été commencée par le compositeur finlandais notamment au cours de son séjour à Rapallo en Italie, début 1901. Elle est de ce fait souvent appelée l'italienne. Elle a été terminée en 1902 en Finlande.

## Historique
Le voyage en Italie a été provoqué par l'invitation d'un ami, le baron Axel Carpelan, à qui Sibelius dédicacera cette œuvre. Le baron fut également l'inspirateur de quelques pièces maîtresses du musicien, dont Finlandia et le concerto pour violon. Cette invitation est tombée en une période tourmentée de la vie du compositeur : sa fille était décédée du typhus l'année précédente, et la Finlande connaissait des troubles politiques. 
C'est sous le pseudonyme de « X » que le baron Carpelan adresse une surprenante lettre au jeune Sibelius (35 ans), au début de l'été 1900, après avoir vu la première présentation du grand-duché de Finlande, alors russe, à l'Exposition universelle de Paris : « Vous avez assez longtemps gaspillé votre temps en restant chez vous, Monsieur Sibelius — maintenant, ça suffit ! Il est grand temps de partir en voyage. De préférence, vous devriez passer l'automne et l'hiver en Italie. L'Italie éternelle, un pays où l'on est capable d'apprendre la cantabilità, les proportions et l'harmonie, la plasticité et la symétrie des lignes. Voilà un pays grandiose où la laideur elle-même se veut belle ! Vous savez très bien à quel point cette Italie fut significative, voire décisive pour l'évolution artistique d'un Richard Strauss ou d'un Tchaïkovski ! ». D'abord interloqué et surpris, Sibelius obtient une bourse d'un mécène que lui procure le baron Carpelan, ce qui lui permet ce voyage italien.
Durant son séjour méditerranéen avec sa famille, à Rapallo puis à Florence, il esquissa un poème symphonique en quatre parties sur la vie de Don Juan, reprit la partition pour en faire une autre pièce. Il ramena le tout à Helsinki en mai 1901 pour en faire finalement la trame de sa seconde symphonie qu'il acheva à la fin de l'année ou au tout début de 1902. Cette symphonie ne comportera plus aucune trace de programme (ni Don Juan, ni Mozart, ni Dante, comme initialement envisagé).

## Création
La seconde symphonie a été créée le 8 mars 1902 à Helsinki par le compositeur à la direction de l'Orchestre philharmonique d'Helsinki et fut d’emblée un succès populaire. Le succès est tel qu'elle fut rejouée les trois jours suivants à guichets fermés.
Après la première exécution, Sibelius a fait quelques révisions, et la version révisée a été jouée pour la première fois par Armas Järnefelt le 10 novembre 1903 à Stockholm.
Les premier et dernier mouvements héroïques et optimistes de la symphonie étaient exactement ce qu'il fallait au public finlandais en 1902, au cours d'une période de l'oppression russe. La première exécution publique a consolidé la renommée de Sibelius comme un héros national. Bientôt la symphonie a également été triomphalement acclamée à l'étranger.
De nos jours, dans le classement Classic 100 Symphony (ABC) effectué en 2009 par la radio australienne ABC Classic FM, la 2e symphonie de Sibelius arrive au neuvième rang.

## Structure
Elle comporte quatre mouvements et dure approximativement quarante-cinq minutes. 

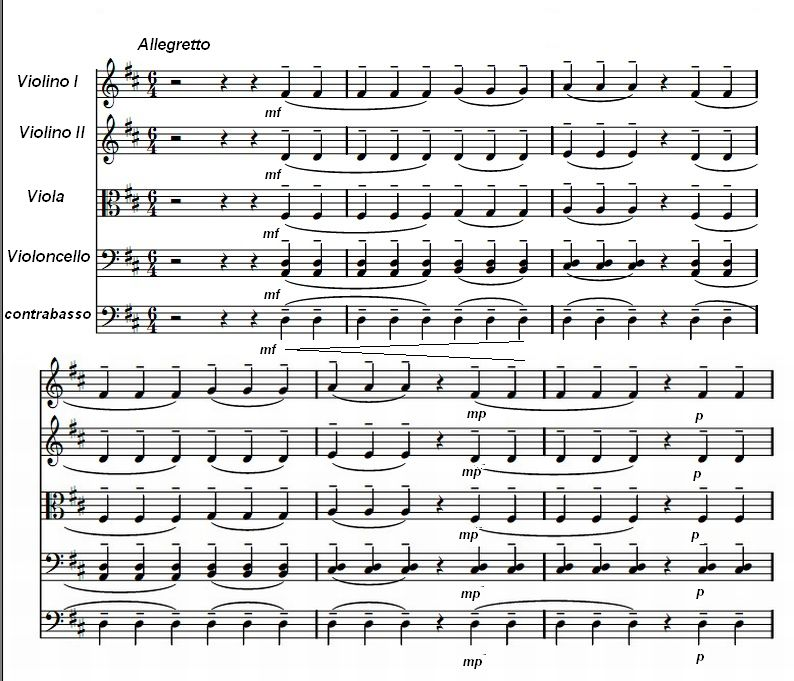
Premières mesures de la deuxième symphonie de Sibelius

- Allegretto – Poco allegro – Tranquillo, ma poco a poco ravvivando il tempo all'allegro – Poco largamente – Tempo I – Poco allegro
- Tempo andante, ma rubato – Poco allegro – Molto largamente – Andante sostenuto – Andante con moto ed energico – Allegro – Poco largamente – Molto largamente – Andante sostenuto – Andante con moto ed energico – Andante – Pesante
- Vivacissimo — Lento e suave — Tempo primo — attaca
- Finale : allegro moderato – Moderato assai – Meno moderato e poco a poco ravvivando il tempo – Tempo I – Largamente e pesante – Poco largamente – Molto largamente

La 2e symphonie a parfois été également surnommée, sans aucune ironie, « la Pathétique tchaïkovskienne en dialecte finlandais ». Elle reste très « romantique » dans sa conception, les suivantes, bien que tonales, comportant certaines « dissonances » volontaires. Le 4e mouvement est attaqué sans transition (attacca), après le Scherzo.
Dans cette symphonie, Sibelius se distingue avant tout par la conception rhapsodique, par une structuration souvent décousue et très contrastée, tout en cherchant, avec beaucoup de succès, une écriture authentique et personnalisée, combinée avec un langage symphonique universel où la plupart des traits nationalistes (ou pittoresques) sont éliminés.

## Orchestration
| Instrumentation de la seconde symphonie                              |
| Cordes                                                               |
| premiers violons, seconds violons, altos, violoncelles, contrebasses |
| Bois                                                                 |
| 2 flûtes, 2 hautbois, 2 clarinettes, 2 bassons                       |
| Cuivres                                                              |
| 4 cors, 3 trompettes, 3 trombones, 1 tuba                            |
| Percussions                                                          |
| timbales                                                             |

## Enregistrements
- Le premier enregistrement a été fait par Robert Kajanus avec l'Orchestre symphonique de Londres pour le label HMV en mai 1930.
- Arturo Toscanini et l'Orchestre symphonique de la NBC ont interprété la symphonie lors de concerts radiodiffusés en 1939 et 1940 dans le NBC Studio 8-H. Le concert de 1940 a été commercialisé par RCA Victor en 1967 sur LP, plus tard sur CD. EMI a enregistré sur CD un concert de Toscanini et de l'Orchestre symphonique de la BBC au Queen's Hall.
- Orchestre royal du Concertgebouw, dir. George Szell, enregistré par Philips en 1964.
- Oslo Philharmonic Orchestra, dir. Klaus Mäkelä : intégrale des symphonies du maître nordique. Cette édition comprend les 7 symphonies du compositeur, y compris le poème symphonique Tapiola (Sibelius) et les fragments de la huitième symphonie 'perdue'. Decca.